# Pseudagrion laidlawi
Pseudagrion laidlawi là một loài chuồn chuồn kim trong họ Coenagrionidae.
Loài này được xếp vào nhóm loài không bị đe dọa trong sách Đỏ của IUCN năm 2009.
Pseudagrion laidlawi được miêu tả khoa học năm 1922 bởi Fraser.